# Danit Brown
Danit Brown is een Amerikaanse schrijfster van korte verhalen. Ze studeerde op het Oberling College en op de Universiteit van Indiana. Brown geeft les op het Albion College en won in 2009 de American Book Award.